# Trịnh Doanh
 (octobre 2018).
Si vous disposez d'ouvrages ou d'articles de référence ou si vous connaissez des sites web de qualité traitant du thème abordé ici, merci de compléter l'article en donnant les références utiles à sa vérifiabilité et en les liant à la section « Notes et références ».
Trịnh Doanh (1720 - 1767), connu également sous le nom du prince Minh Do (vietnamien : Minh Đô Vương), est le maires du palais du Đại Việt (ancêtre du Viêt Nam) de la dynastie Lê et chef de la famille des Trịnh. Il règne de 1740 à 1767.

## Empereur
- Lê Ý Tông
- Lê Hiển Tông